# Судхан
Судхан (также известный как Судхозай Патан) — одно из основных племён из районов Пунч, Судханоти, Баг и Котли в Азад Кашмире, предположительно происходящее из пуштунских территорий. Судхан Патаны, поселившиеся в Азад Кашмире, в основном представляют собой важную и крупную ветвь племени садузай, которое мигрировало из Афганистана в 14 веке нашей эры и основало современный регион Азад Кашмир в Судханоти и правило здесь в течение сотен лет.